# Mārgīr Deh
Mārgīr Deh (persiska: مارگير ده) är en ort i Iran.   Den ligger i provinsen Mazandaran, i den norra delen av landet, 100 km norr om huvudstaden Teheran. Antalet invånare är 401.
Terrängen runt Mārgīr Deh är varierad. Runt Mārgīr Deh är det ganska tätbefolkat, med 80 invånare per kvadratkilometer. Närmaste större samhälle är Nowshahr, 6,9 km väster om Mārgīr Deh. I omgivningarna runt Mārgīr Deh växer i huvudsak blandskog.